# Svarttjärnen (Hanebo socken, Hälsingland)
Svarttjärnen är en sjö i Bollnäs kommun i Hälsingland och ingår i Testeboåns huvudavrinningsområde. Sjön har en area på 0,0585 kvadratkilometer och ligger 281,2 meter över havet.

## Delavrinningsområde
Svarttjärnen ingår i det delavrinningsområde (677318-153152) som SMHI kallar för Utloppet av Svarttjärnen. Medelhöjden är 301 meter över havet och ytan är 1,1 kvadratkilometer. Det finns inga avrinningsområden uppströms utan avrinningsområdet är högsta punkten. Vattendraget som avvattnar avrinningsområdet har biflödesordning 3, vilket innebär att vattnet flödar genom totalt 3 vattendrag innan det når havet efter 89 kilometer. Avrinningsområdet består mestadels av skog (87 procent). Avrinningsområdet har 0,06 kvadratkilometer vattenytor vilket ger det en sjöprocent på 5,3 procent.